# Zstandard
Zstandard je způsob bezeztrátové komprese dat a zároveň i název její referenční implementace v C uvolněné pod licencí BSD jako svobodný software. Metodu vymyslel Yann Collet ze společnosti Facebook a kombinuje postupy staršího algoritmu LZ77 a entropického kódování. Ve výsledku nabízí srovnatelný kompresní poměr jako algoritmus DEFLATE, ale vyšší komprimační i dekomprimační rychlost.
První verze byla zveřejněna v lednu 2015, verze 1.0 v srpnu 2016. 
Od své verze 1.31 vydané v lednu 2019 podporuje kompresi zstandard program GNU tar. Lze ji použít přepínačem --zstd.